# Isola d'Asti
Isola d'Asti é uma comuna italiana da região do Piemonte, província de Asti, com cerca de 2.041 habitantes.
Estende-se por uma área de 13 km², tendo uma densidade populacional de 157 hab/km². Faz fronteira com Antignano, Asti, Costigliole d'Asti, Mongardino, Montegrosso d'Asti, Revigliasco d'Asti, Vigliano d'Asti.
É a cidade natal do cardeal Angelo Sodano, atual decano do Colégio Cardinalício.

## Demografia
| Variação demográfica do município entre 1861 e 2011                               |
|                                                                                   |
| Fonte: Istituto Nazionale di Statistica (ISTAT) - Elaboração gráfica da Wikipedia |